# Laelia municipalis
Laelia municipalis är en fjärilsart som beskrevs av William Lucas Distant 1897. Laelia municipalis ingår i släktet Laelia och familjen tofsspinnare. Inga underarter finns listade i Catalogue of Life.